# Borut Horvat
Borut Horvat, slovenski kanuist na divjih vodah, * 29. junij 1978, Murska Sobota.
Borut Horvat je kot član Kajak kanu kluba Krog iz Murske Sobote osvojil več naslovov držanega prvak v spustu na divjih vodah in bil član slovenske državne reprezentance. V kanuju enosedu je bil 1994 in 1996 mladinski svetovni prvak. Na svetovnih prvenstvih je z ekipo v spustu osvojil 1996 srebrno, 1995 in 2000 pa bronasto medaljo. Leta 1999 je dosegel v skupni razvrstitvi svetovnega pokala v spustu 3. mesto.